# 雙子座TV
雙子座TV，又名BD+21 1146，HD 42475、SAO 78092、HR 2190，是雙子座的一颗恒星，视星等为6.56，位于銀經189.08，銀緯1.6，其B1900.0坐标为赤經6h 5m 50.4s，赤緯+21° 1.6′ 23″。